# Batavi (legione romana)

Riproduzione dello scudo dei Batavi seniores.

I Batavi furono una unità militare in seno all'esercito romano, attiva tra il IV e il V secolo, durante il tardo impero. Furono una auxilia palatina, un tipo di unità armata alla leggera, versatile, costituita da circa 500 uomini ed erede dei gruppi etnici usati come ausiliari ed integrati nell'impero dopo la constitutio Antoniniana.
Il loro nome derivò dalla popolazione dei Batavi. Vengono nominati dalle fonti assieme agli Heruli, ed è probabile che le due unità combattessero assieme. 

## Storia
La prima citazione dell'esistenza di una unità tardoimperiale con questo nome è un'iscrizione datata 15 luglio 303 e ritrovata nell'antica Brigetio, sul Danubio: è possibile che l'unità fosse di servizio come scorta di Diocleziano nel suo viaggio da Sirmium a Roma.
I Batavi fecero parte dell'esercito del cesare Giuliano, partecipando alla battaglia di Strasburgo nel 357: disposti nella seconda linea assieme ai Regii, i Batavi ressero l'assalto della preponderante fanteria alamanna dopo che questa aveva spazzato via la prima linea; respinti indietro fino ai piedi della collina in cui c'era il campo romano, i Batavi ottennero il soccorso degli uomini messi a guardia del campo e riuscirono a respingere il nemico, obbligandolo ad una disastrosa fuga.
Nel 360, prima che Giuliano ricevesse l'ordine dell'imperatore Costanzo II di inviargli la maggior parte delle sue truppe, i Batavi, assieme agli Heruli e a due numeri Moesiacorum, formarono una forza sotto il comando del magister militum di Giuliano, Lupicino, che si diresse in Britannia, probabilmente per sedare una rivolta. Non è noto quando, ma gli Heruli e i Batavi ritornarono sul continente.

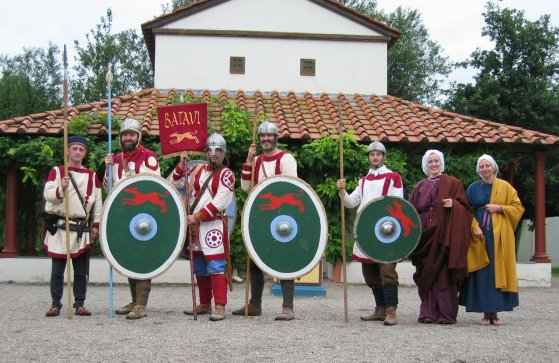
Gruppo di ricostruzione storica raffigurante i Batavi iuniores

Nel 365, quando l'imperatore Valentiniano I (364-375) dovette affrontare l'invasione dei Germani e venne sconfitto in battaglia, le indagini scoprirono che erano stati proprio i Batavi a darsi alla fuga per primi. Allora, di fronte a tutto l'esercito riunito, Valentiniano svergognò i Batavi, ordinando poi che venissero spogliati delle loro armi e venduti come schiavi fuggitivi; i soldati della legione si prostrarono all'imperatore supplicandolo di perdonarli e di dare loro l'occasione di redimersi e, dietro suo invito, ripresero le armi, uscirono dal vallo e attaccarono il nemico, uccidendone la gran parte. Accadde anche (non è chiaro se in questa occasione o in un'altra) che i barbari riuscirono a sottrarre il vessillo della legione ai Batavi e agli Heruli, che vennero fatti oggetto di scherno dagli incursori.
In occasione della rivolta britannica contro Valentiniano I sedata nel 367-369 dal comes Teodosio e nota come Grande cospirazione, le due unità vennero inviate nuovamente in Britannia assieme agli Iovii e ai Victores, sbarcando a Richborough e dirigendosi su Londra.
I  Batavi presero parte anche ad una delle più significative battaglie dell'antichità, la battaglia di Adrianopoli (378), durante la quale vennero schierati nella riserva; quando il magister equitum Vittore li raggiunse per ordine dell'imperatore Valente per tentare una disperata resistenza, scoprì che erano già fuggiti.
La Notitia dignitatum, un documento redatto negli anni 400-420, riporta la disposizione dei Batavi seniores e dei Batavi iuniores, le due unità di auxilia palatina in cui vennero suddivisi i Batavi tra gli imperatori Valentiniano I e Valente, e poi entrati a far parte degli eserciti d'Occidente e d'Oriente. I Batavi seniores sono elencati sia sotto il comando del magister militum praesentalis in Oriente che sotto quello del magister peditum per l'Italia in Occidente. I Batavi iuniores sono invece elencati sotto il comando del magister peditum per l'Italia, ma vennero poi probabilmente mandati a rafforzare l'esercito di Gallia, in quanto figurano anche sotto il magister equitum per la Gallia.